# Glutamyl-ARNt synthétase
La glutamyl-ARNt synthétase est une ligase qui catalyse la réaction :
ATP + L-glutamate + ARNtGlu  {\displaystyle \rightleftharpoons }  AMP + pyrophosphate + L-glutamyl-ARNtGlu.
Cette enzyme assure la fixation du glutamate, l'un des 22 acides aminés protéinogènes, sur son ARN de transfert, noté ARNtGlu, pour former l'aminoacyl-ARNt correspondant, ici le glutamyl-ARNtGlu.